# Jae Head
Jae Head (né le 27 décembre 1996 au Texas) est un acteur américain. Il est surtout connu pour son interprétation de Sean Junior (SJ) Tuohy, fils de Sean et Leigh Anne Tuohy (joués par Tim McGraw et Sandra Bullock), dans le film de 2009 The Blind Side, réalisé par John Lee Hancock. Il devint populaire en jouant Bo Miller, un jeune garçon se liant d'amitié avec Tim Riggins dans la série télévisée Friday Night Lights. Par la suite, le réalisateur, Peter Berg, lui attribue un rôle dans son film Hancock aux côtés de Will Smith, Charlize Theron et Jason Bateman. Il apparaît également dans des épisodes de la sitcom de CBS How I Met Your Mother, MADtv et Law & Order: Special Victims Unit.

## Filmographie
| Année | Film                                                         | Rôle              | Notes |
| ----- | ------------------------------------------------------------ | ----------------- | --- |
| 2005  | How I Met Your Mother                                        | Leroy             | Série télévisée (épisode 2 "Je te présente Ted" (Purple Giraffe)                                                                                 |
| 2006  | MADtv                                                        | Jimmy             | Sketch |
| 2006  | The Angriest Man in Suburbia                                 | Little Chuck      | Pilote de télévision non diffusé |
| 2007  | Friday Night Lights                                          | Bo Miller         | Série télévisée (épisode 18 saison 1 "Extended Families")                                                                                        |
| 2007  | Friday Night Lights                                          | Bo Miller         | Série télévisée (épisode 19 saison 1 "Ch-Ch-Ch-Ch-Changes")                                                                                      |
| 2007  | Friday Night Lights                                          | Bo Miller         | Série télévisée (épisode 20 saison 1 "Mud Bowl")                                                                                                 |
| 2007  | Friday Night Lights                                          | Bo Miller         | Série télévisée (épisode 21 saison 1 "Best Laid Plans")                                                                                          |
| 2007  | Friday Night Lights                                          | Bo Miller         | Série télévisée (épisode 22 saison 1 "State") |
| 2008  | New York, unité spéciale (Law & Order: Special Victims Unit) | Christopher Ryan  | Série télévisée (épisode "Le masque tombe") |
| 2008  | Hancock                                                      | Aaron Embrey      | |
| 2009  | The Blind Side                                               | S.J. Tuohy        | Nommé en 2010 au Critics Choice Award du meilleur espoir et récompensé en 2009 au Phoenix Film Critics Society en tant que meilleur jeune acteur |
| 2011  | Robosapien: Rebooted                                         | Cody / Robosapien | Post-production |
| 2015  | Dancing Heart                                                | Tony              | Film de Daniel Duran |